# Langues asmat
Pour les articles homonymes, voir Asmat (homonymie).
Les langues asmat sont un groupe de la famille des langues asmat-kamoro, rattachées à la famille hypothétique des langues de Trans-Nouvelle-Guinée. Au nombre de sept, elles sont parlées dans la province indonésienne de Papouasie.

## Classification interne
Les langues asmat sont :
- asmat de la côte de Casuarina
- sous-groupe asmat central-yaosakor
  - asmat central
  - asmat yaosakor
- sous-groupe asmat citak
  - citak
  - diuwe
  - citak tamnim
- asmat du Nord